# 居德蒙-维利耶
居德蒙-维利耶（法語：Gudmont-Villiers，法語發音：[ɡydmɔ̃ vilje]）是法国上马恩省的一个市镇，属于圣迪济耶区。该市镇于1972年由原市镇居德蒙（Gudmont）和马恩河畔维利耶（Villiers-sur-Marne）合并而成。

## 地理
居德蒙-维利耶（48°20'38"N, 5°8'14"E）面积16.77 平方千米，位于法国大東部大區上马恩省，该省份为法国东北部内陆省份，北起马恩省和默兹省，西接奥布省，西南接科多尔省，东南接上索恩省，东临孚日省。
与居德蒙-维利耶接壤的市镇（或旧市镇、城区）包括：瑟里西耶尔、栋热、杜兰库尔-索库尔、弗拉姆雷库尔、弗龙克勒、布莱斯龙河畔莱谢尔、鲁埃库尔、马恩河畔鲁夫鲁瓦。
居德蒙-维利耶的时区为UTC+01:00、UTC+02:00（夏令时）。

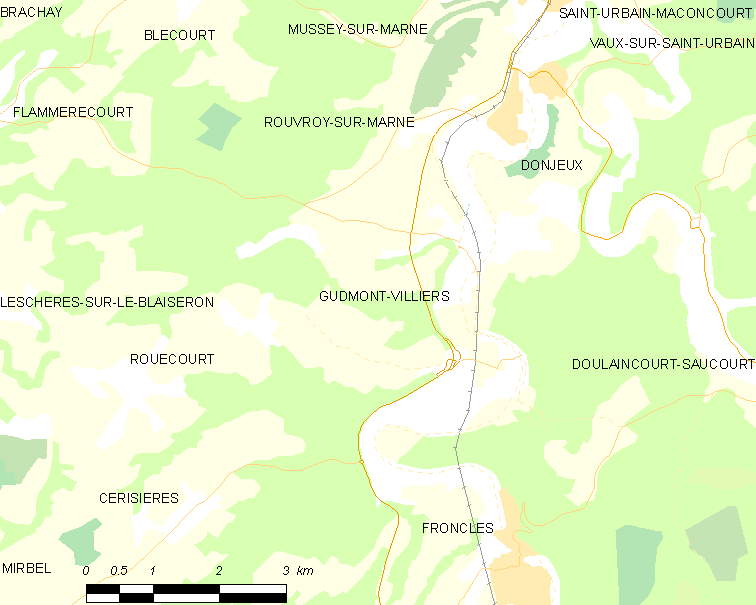
居德蒙-维利耶的OSM定位图

## 行政
居德蒙-维利耶的邮政编码为52320，INSEE市镇编码为52230。

## 政治
居德蒙-维利耶所属的省级选区为茹安维尔县。

## 人口

1962-2008年间居德蒙-维利耶人口变化图示

居德蒙-维利耶于2022年1月1日时的人口数量为279人。